# Beleți-Negrești
Beleți-Negrești is een Roemeense gemeente in het district Argeș.
Beleți-Negrești telt 1853 inwoners.